# El premio
Pour plus de détails, voir Fiche technique et Distribution.
El premio est un film mexicain réalisé en coproduction par Paula Markovitch et sorti en 2011.

## Synopsis
Argentine, années 1970. Une fille de sept ans, Cecilia, et sa mère sont contraintes de vivre à l'écart du monde dans une modeste cabane au bord de l'océan, à San Clemente del Tuyú (en), dans la Province de Buenos Aires.
Toutes deux détiennent un pesant secret. Mais, la jeune Cecilia est encore incapable d'en comprendre la signification profonde. Afin qu'elle ne s'ennuie pas durant les longs mois hivernaux, sa mère l'envoie à l'école sous une fausse identité. Elle lui demande, toutefois, d'être prudente, de ne point trop parler et, surtout, de mentir, à propos de son père... Or, un jour, Cecilia et les collègues de sa classe, sur ordre des militaires, doivent rédiger une rédaction à la gloire de l'armée...

## Fiche technique
- Titre du film : El premio
- Titre alternatif : The Prize
- Réalisation et scénario : Paula Markovitch
- Photographie : Wojciech Staron - Couleurs, 2,35 : 1
- Musique : Sergio Gurrola
- Son : Sergio Diaz, Isabel Muñoz
- Montage : Lorena Moriconi
- Décors : Barbara Enriquez
- Direction artistique : Oscar Tello
- Costumes : Macarena Pazos, Victoria Pugliese
- Production : Izrael Moreno (Mexique) - Fares Ladimi - Mille et une Nuits (France) - Malgorzata Staron-Staron Film (Pologne) - Nicole Gerhards-Niko Film (Allemagne)
- Pays d'origine :  Mexique/ Argentine/ Pologne/ France/ Allemagne
- Durée : 105 minutes
- Année de sortie : 2011
- Dates de sortie :
- Mexique : 8 février 2013
- France : 27 mars 2013

## Distribution
- Paula Galinelli Hertzog : Cecilia Edelstein
- Laura Agorreca : Lucía Edelstein, la mère de Cecilia
- Viviana Suraniti : la maîtresse d'école
- Sharon Herrera : Silvia, la meilleure amie de Cecilia à l'école
- Uriel Iasillo : Walter, garçon de l'école

## Distinctions
- Ours d'argent au 61e Festival de Berlin 2011
- Prix de la Critique Festival Amérique Latine de Biarritz 2011
- Grand Prix Festival international du Cinéma Jeune Public Ciné Junior en Val-de-Marne 2012

## Commentaire
- « Derrière un récit en grande partie autobiographique se dissimule une réflexion subtile sur le positionnement de l'enfance face à l'ambiguïté du monde adulte. La plupart des situations et des lieux - la plage brumeuse et hivernale de San Clemente del Tuyú constitue le décor extérieur du film - sont tirés de la mémoire de Paula Markovitch, née en Argentine durant les années de dictature et exilée avec sa famille au Mexique, devenu son pays d'adoption et producteur de ce premier long-métrage. Cecilia, c'est un peu - c'est beaucoup - elle. The Prize (El premio) n'est pas pour autant un film-souvenir [...] », note Éric Nuevo[1].
- « Au premier abord, El premio semble proposer un chapitre de plus au thème inusable de l'enfant-et-la dictature. [...] Mais le film ne s'arrête pas à ces prémisses programmées. Au suspense déterminé par la question de savoir si la mère et la fille ne seront pas découvertes par ceux auxquels elles veulent échapper, s'ajoute un âpre duel entre celles-ci », est-il écrit dans Le Monde[2]. Cecilia, en gamine obstinée, manifeste une volonté d'autonomie que sa mère ne peut comprendre. « Pour elle, l'autonomie prendra la forme paradoxale de sa participation à la cérémonie de remise des prix par l'armée, désir porté à la fois par un évident narcissisme d'enfant tout autant que par la volonté de sortir de l'ordre, fut-il celui de la clandestinité, imposé par sa génitrice. »[3] « Et puisque celle-ci lui intime l'ordre de ne jamais parler des exactions de l'armée argentine, la petite va profiter du concours de rédaction non pour le dire, mais pour l'écrire... »[4]
- Pour sûr, « la récompense officielle du titre (El premio) s'avère ironique. Âpre et lyrique du début à la fin, le film décrit la souffrance de la liberté bannie. [...] Le prix désiré symbolise le regard bienveillant du père qui ne reviendra jamais. Pessimiste ? Non. De cette intériorité jaillit une énergie de poète, d'une femme d'avenir, d'insoumise », commente, pour sa part, Ethne O'Neill[5].